# Blaqk Audio
Blaqk Audio to elektroniczny projekt Daveya Havoka oraz Jade'a Pugeta, członków zespołu AFI. Pierwszy album Blaqk Audio, "CexCells" pojawił się 14 sierpnia 2007 roku i osiągnął 18. miejsce na liście Billboard 200.

## Dyskografia

### Albumy studyjne
| Data wydania     | Tytuł               | Wytwórnia                 |
| ---------------- | ------------------- | ------------------------- |
| 14 sierpnia 2007 | CexCells            | Interscope Records        |
| 11 września 2012 | Bright Black Heaven | Superball Music           |
| 15 kwietnia 2016 | Material            | Blaqknoise/Kobalt Records |

### Single
| Rok wydania | Tytuł           | Album               |
| ----------- | --------------- | ------------------- |
| 2007        | "Stiff Kittens" | CexCells            |
| 2012        | "Faith Healer"  | Bright Black Heaven |